# Chelsea Peretti

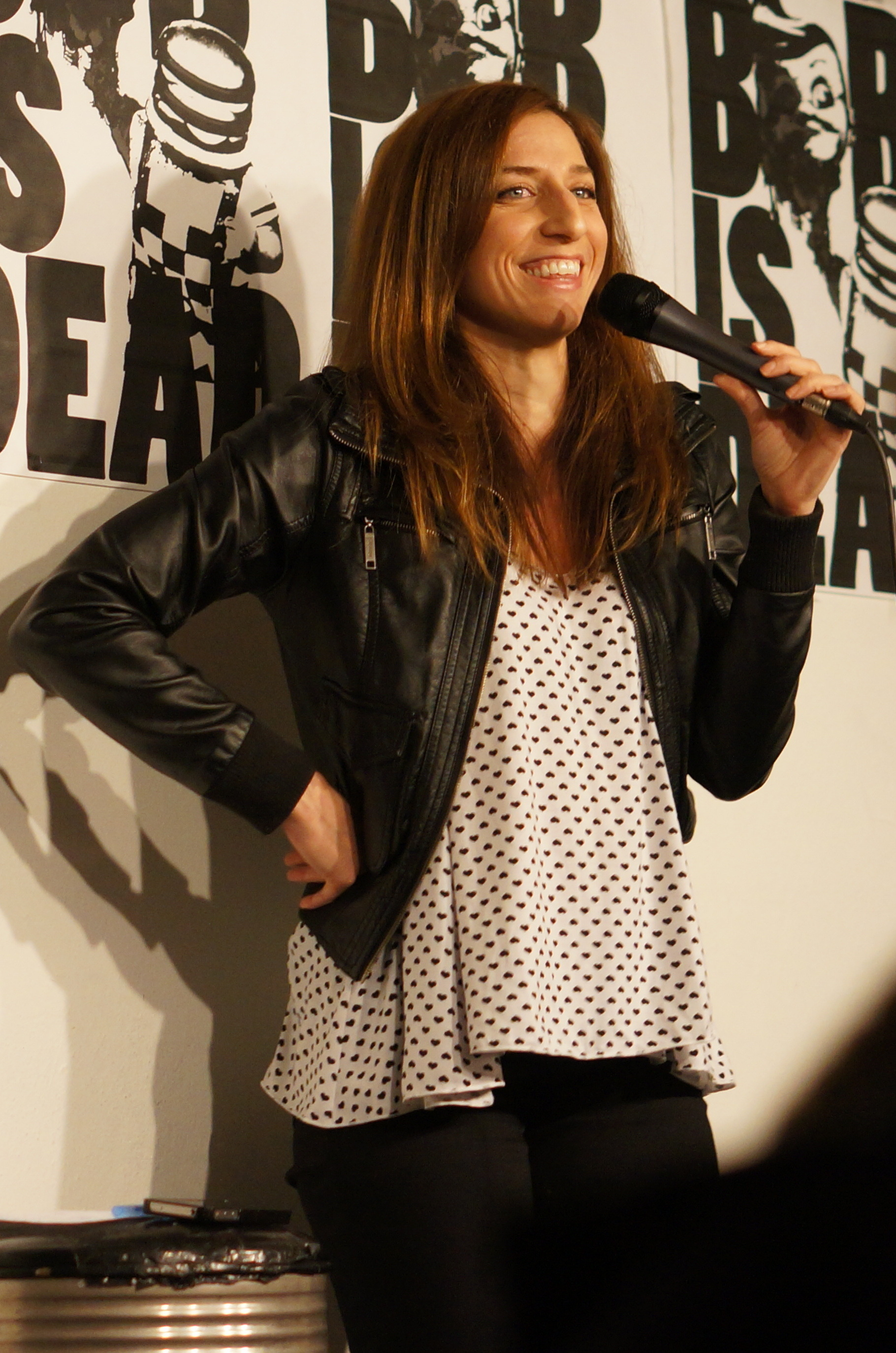
Chelsea Peretti (2013)

Chelsea Vanessa Peretti (* 20. Februar 1978 im Contra Costa County, Kalifornien) ist eine US-amerikanische Komikerin, Schauspielerin und Drehbuchautorin. Bekannt wurde sie vor allem durch ihre Darstellung der Gina Linetti aus der Sitcom Brooklyn Nine-Nine.

## Frühe Jahre
Chelsea Peretti stammt aus dem Contra Costa County in Kalifornien. Ihre Mutter hat jüdische Wurzeln, ihr Vater ist von englischer und italienischer Abstammung. Peretti wuchs in der Stadt Oakland auf. Ihr älterer Bruder Jonah Peretti ist als Gründer von BuzzFeed und als Mitbegründer der Huffington Post eine bekannte Internetpersönlichkeit in den USA.
In Oakland besuchte Peretti die High School, bevor sie 1996 nach New York City zog, um am Barnard College zu studieren, welches sie im Jahr 2000 abschloss. Peretti besuchte gleichzeitig mit ihrem späteren Brooklyn Nine-Nine-Kollegen Andy Samberg dieselbe Grundschule.

## Karriere

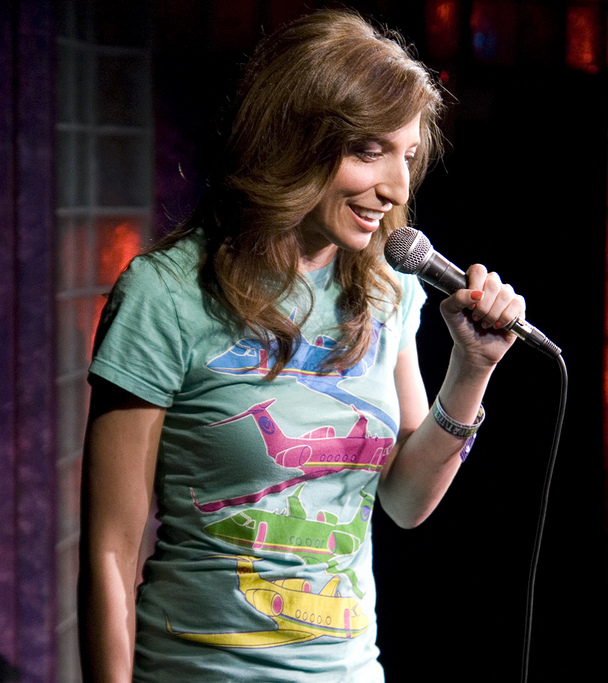
Chelsea Peretti während eines Auftritts (2010)

Um ihre Karriere voranzutreiben, zog Peretti nach Los Angeles, wo sie seither als Schauspielerin und Komikerin arbeitet. Eine ihrer ersten Rollen übernahm sie 2004 in einer Episode der Serie Comedy Lab. Weitere Rollen folgten bald durch Auftritte wie in The Sarah Silverman Program, Parks and Recreation, Louie oder The Couple. Von 2013 bis 2015 trat Peretti gelegentlich in der Kroll Show des Senders Comedy Central auf.
Ihre Bekanntheit konnte sie vor allem durch die Rolle der Gina Linetti aus der Sitcom Brooklyn Nine-Nine steigern, in der sie von 2013 bis 2019 zu sehen war. Diese Rolle spielte sie auch in einer Episode der Serie New Girl. Bereits seit der sechsten Staffel trat sie nicht mehr regelmäßig als Teil der Hauptbesetzung auf. Zu ihrem Abschied aus der Serie sagte sie später, dass es ein Anliegen ihrerseits war, um sich neuen Projekten zu widmen. Von 2011 bis 2015 lieh sie verschiedenen Figuren in China, IL ihre Stimme. Dies tat sie auch für einige Videospiele, darunter Grand Theft Auto IV. Seit 2017 vertont sie Figur Monica Foreman-Greenwald aus der Zeichentrickserie Big Mouth.
Neben ihrer Schauspiel- und Bühnentätigkeit ist Peretti Drehbuchautorin; so schrieb sie einige Folgen von Saturday Night Live, der Kroll Show und Parks and Recreation. 2020 veröffentlichte sie eine EP mit dem Titel Foam & FLotsam, an der auch einige ihrer Darstellerkollegen aus Brooklyn Nine-Nine mitwirkten.

## Persönliches
Peretti ist seit 2013 mit dem Schauspieler und Regisseur Jordan Peele zusammen. Nach der Verlobung im November 2015 heirateten sie am 26. April 2016. Am 1. Juli 2017 wurde ein gemeinsamer Sohn geboren. Ihre Schwangerschaft war Teil der Handlung in der 5. Staffel von Brooklyn Nine-Nine.

## Filmografie (Auswahl)
als Schauspielerin
- 2004: Comedy Lab (Fernsehserie, Episode 6x01)
- 2006: Cheap Seats: Without Ron Parker (Fernsehserie, Episode 4x03)
- 2007: Twisted Fortune
- 2009: UCB Comedy Originals (Fernsehserie, 5 Episoden)
- 2010: Das Sarah Silverman Programm (The Sarah Silverman Program, Fernsehserie, Episode 3x05)
- 2010: Louie (Fernsehserie, Episode 1x01)
- 2011–2015: China, IL (Fernsehserie, 14 Episoden, Stimme)
- 2012: Parks and Recreation (Fernsehserie, Episode 4x19)
- 2012: The Couple (Fernsehserie, 2 Episoden)
- 2013: High School USA! (Fernsehserie, Episode 1x06, Stimme)
- 2013–2015: Kroll Show (Fernsehserie, 7 Episoden)
- 2013–2021: Brooklyn Nine-Nine (Fernsehserie)
- 2014: The Greatest Event in Television History (Fernsehserie, Episode 1x03)
- 2014: Key and Peele (Fernsehserie, Episode 4x10)
- 2015: Willkommen in Gravity Falls (Gravity Falls, Fernsehserie, Episode 2x16)
- 2015: Drunk History (Fernsehserie, Episode 3x13)
- 2016: Animals. (Fernsehserie, Episode 1x04, Stimme)
- 2016: Popstar: Never Stop Never Stopping
- 2016: New Girl (Fernsehserie, Episode 6x04)
- 2016: Future-Worm! (Fernsehserie, 2 Episoden)
- 2017: Girls (Fernsehserie, Episode 6x01)
- seit 2017: Big Mouth (Fernsehserie, Stimme)
- 2018: Game Night
- 2018: Another Period (Fernsehserie, Episode 3x07)
- 2018–2019: American Dad (Fernsehserie, 2 Episoden, Stimme)
- 2019–2020: Die Simpsons (The Simpsons, Fernsehserie, 2 Episoden, Stimme)
- 2020: The Photograph
- 2020: Search Party (Fernsehserie, Episode 3x03)
- 2020: Friendsgiving
- 2021: The Great North (Fernsehserie, Episode 1x03, Stimme)
- 2023: Cora Bora
- 2023: First Time Female Director

als Drehbuchautorin
- 2009: Bobby Bottleservice (Fernsehserie, eine Episode)
- 2010: Das Sarah Silverman Programm (The Sarah Silverman Program, Fernsehserie, eine Episode)
- 2010: WTF with Marc Maron (Fernsehfilm)
- 2011: Comedy Central Presents (Fernsehserie, eine Episode)
- 2011–2012: Parks and Recreation (Fernsehserie, zwei Episoden)
- 2011–2013: Funny as Hell (Fernsehserie, 2 Episoden)
- 2013: Saturday Night Live (Fernsehshow, zwei Episoden)
- 2013–2015: Kroll Show (Fernsehserie, 7 Episoden)
- 2014: Chelsea Peretti: One of the Greats (TV-Special)
- 2023: First Time Female Director (auch Regie)